# 2015 RZ277
2015 RZ277 est un objet transneptunien en résonance 1:3 avec Neptune ayant un diamètre estimé à environ 180 km.